# إيميلي جين ويلينغهام
إيميلي جين ويلينغهام (بالإنجليزية: Emily Willingham)‏ (مواليد 1968) صحفية وعالمة أمريكية. تركزت كتاباتها على علم الأعصاب، علم الوراثة، علم النفس، الصحة والطب، وأحياناً على التطور والبيئة. استلمت جائزة جون مادوكس لعام 2014 بالاشتراك مع ديفيد روبرت غرايمز (إميلي مستلمة مشتركة مع ديفيد) وتُمنح الجائزة من قبل مؤسسة العلوم الخيرية المسماة Sense about Science (هي مؤسسة خيرية بريطانية تعمل على تعزيز الفهم العام للعلم)، للدفاع عن العلم في مواجهة الهجمات الشخصية.

## التعليم
حصلت ويلينغهام على درجة البكالوريوس في اللغة الإنكليزية عام 1989، وعلى شهادة الدكتوراه في علم الأحياء عام 2001، وكلاهما من جامعة تكساس في أوستن. أكملت الزمالة في جراحة المسالك البولية للأطفال في جامعة كاليفورنيا، سان فرانسيسكو، من عام 2004 حتى عام 2006، حيث درست تحت إشراف لورانس س. باسكن.

## الكتابة
تم نشر أعمال ويلينغهام على الإنترنت سَينتِفِك أمَرِيكان هي مجلة أدبيات علمية أمريكية وأيون هي مجلة رقمية للأفكار والفلسفة والثقافة وسان فرانسيسكو كرونيكل هي صحيفة يومية تنشر في مدينة سان فرانسيسكو، تعد واحدة من أهم الصحف في ولاية كاليفورنيا وواشنطن بوست صحيفة يومية أمريكية وسلايت هي مجلة أمريكية ليبرالية تصدر باللغة الإنجليزية على الإنترنت فقط، وتعنى المجلة بالأحداث الجارية والثقافة ومجلة Undark هي مجلة إلكترونية غير هادفة للربح ومستقلة من الناحية التحريرية و Knowable والعالم هي مجلة مهنية مخصصة لعلماء الحياة وغيرها وقد ظهرت في مطبوعات في العديد من المنافذ المحلية والإقليمية والوطنية، متضمنة المنشورات ذات الإصدار الواحد لـ Centennial Media.
كانت ويلينغهام مساهمة في شبكة فوربس (Forbes) لعدة سنوات، وأدارت مدونة غير رسمية، «حياة أقل اعتيادية»، والتي بدأت في عام 2007 ونشرت آخر مشاركة لها في 25 تشرين الثاني 2011. في موقع Forbes.com، ركزت ويلينغهام على ما وصفته «بالعلم الذي يبيعونه لك»، والذي تضمن العلاقة غير المؤكدة بين اللقاحات والتوحد، فضلاً عن قضية سيراليني (والتي كانت دراسة تغذية لمدة عامين في الفئران، وأبلغت عن زيادة في الأورام بين الفئران التي تتغذى على الذرة المعدلة وراثيا ومبيدات الأعشاب). وقد كتبت أيضًا عدة مقالات لـ Slate.com حول الكائنات المعدلة وراثيًا والولادة و DNA رائد الفضاء والتوحد، بما في ذلك ما قد يكون الدافع لقيام آدم لانزا بتنفيذ عملية إطلاق النار في مدرسة Sandy Hook الابتدائية. وجهة نظرها هي أن متلازمة أسبرجر المزعومة لم تكن عاملاً مساهماً، ولكن الفصام غير المعالج كان سبباً محتملاً في تصرفاته. بالإضافة إلى ذلك، فقد ساهمت في الاكتشاف، حيث جادلت أن مرض التوحد الشائع قد يكون، في الواقع نتيجة استبدال التشخيص وزيادة الوعي في الحالة. سميت «واحدة من أشد كتّاب العلوم في عالم التدوين» من قبل ستيف سيلبرمان.
في عام 2016، ويلينغهام، نشرت إلى جانب المؤلف المشارك تار هايل، كتاب الوالد المطلع: مصادر قائمة على العلوم لسنوات طفلك الأربعة الأولى، والذي يدرس العلوم حول العديد من الخلافات المتعلقة بكيفية تربية الأطفال واهتمامات الأبوة والأمومة الشائعة.

## الأبحاث
نشرت ويلينغهام 44 بحثاً علمياً، ووفقاً لما ذكره Google scholar (والذي هو محرك بحث على شبكة الإنترنت يمكن الوصول إليه مجانًا ويفهرس النص الكامل أو البيانات الوصفية للأدب العلمي عبر مجموعة من تنسيقات النشر والتخصصات)، فإن h-index(والذي هو مؤشر أو مقياس يعتمد على مجموعة الأوراق العلمية والاستشهادات التي تلقوها) 22. فيما يتعلق ببحثها، قالت بأن الحديث عنه «كان دائماً يحمل تشويق للخطورة». قادها بحثها أيضاً إلى ما تصفه بالأشياء الرائعة، بما في ذلك الموجات فوق الصوتية والجراحة على الضباع المرقطة والصب البلاستيكي من داخل قضيب الثدييات. تضمن بحث دكتوراه ويلينغهام تحديد الجنس وتأثير المبيدات الحشرية وغيرها من المركبات البيئية على تحديد الجنس وتطوره في السلحفاة حمراء الأذنين. ونشرت أيضاً عن تأثيرات المواد الكيميائية المسببة لاختلال الغدد الصماء مثل الأترازين.

## منشورات مختارة

### الأوراق العلمية
- شيهان، د.م، ويلينغهام، ي. جايلور، د. بيرجيرون، جي. م، كروس، د.(1999).""لا توجد جرعة عتبة لانعكاس جنس أجنة السلاحف الناتج عن استراديول (هو هرمون الجنس السائد في الإناث الذي يفرزه المبيضان): كم هو قليل للغاية؟". وجهات نظر الصحة البيئية. 107 (2): 155–159. معرف الكائن الرقمي (doi): 10.1289/ehp.99107155. المستودع الرقمي المجاني (PMC): 1566346. القيمة العددية الصحيحة الفريدة (PMID): 9924012.
- ويلينغهام، ي. بالدوين، ر. سكيبر، جيه كيه، كروس، د. (2000). «نشاط أروماتاز (هرمون الاستروجين) أثناء مرحلة التطور الجنيني في الدماغ والغدة الكظرية- الغدد التناسلية للسلحفاة حمراء الأذنين، النوع الذي يتحدد فيه الجنس بالاعتماد على درجة الحرارة». علم الغدد الصماء العام والمقارن. 119 (2): 202-207. doi: 10.1006/gcen.2000.7505. PMID 10936040.
- وانج، ز. ليو، ب. سي لين، جي. تي لين، سي. س لو، ت. ف. ويلينغهام، ي. باسكن، ل. س. (2007). «زيادة تنظيم الجينات المستجيبة للأستروجين في الإحليل التحتي: تحليل المصفوفة الدقيقة (و تُستخدم تقنيات تحليل المصفوفة الدقيقة في تفسير البيانات الناتجة من التجارب على الحمض النووي، الحمض النووي الريبي، والمصفوفات الدقيقة للبروتين)». مجلة جراحة المسالك البولية.

### الكتب
- ويلينغهام، إيميلي (2010). دليل المغفل الكامل لكلية علوم الأحياء. كتب ألفا.
- ويلينغهام، إيميلي، مايرز، جنيفر بيد، روزا، شانون ديس روش، غرينبرغ، كارول (2011). دليل تفكير الشخص للتوحد. ديدوود سيتي للنشر.
- ويلينغهام، إيميلي (2011). عندما تصطدم العوالم: تاريخ المضطرب للدببة والناس في تكساس. خدمات أمازون الرقمية.
- تارا هايل، إيميلي ويلينغهام (2016). الوالد المطلع: مصدر قائم على العلم لسنوات الأربع الأولى لطفلك. نيويورك، نيويورك: TarcherPerigee هو ناشر الكتب، رقم الكتاب القياسي الدولي (ISBN) 9780399171062.

## الشركاء والالتزام

### الحالي
- عضو جمعية الصحافيين في مجال الرعاية الصحية (AHCJ)
- قائدة موضوع، المحددات الاجتماعية للصحة، AHCJ
- محررة مساعدة مستقلة، القيمة على طب القلب، كاتبة «سوف يسأل المرضى»، Univadis.com.
- المحررة العلمية، مستقلة.

م* يزات الكاتب، مختلف.
- كاتبة أخبار، مختلفة.

### السوابق
- أمينة، كاتبة عن المنقط، عبارة عن جمع أخبار التوحد والأوراق الإعلامية، عن الطيف.
- عضو مجلس إدارة، الرابطة الوطنية لكتاب العلوم.
- عضو في الفريق المنظم لقمة المرأة في حلول الكتابة العلمية، التي عقدت في 14-15 حزيران 2014، في معهد ماساتشوستس للتكنولوجيا.
- مساهمة في مجلة فوربس، مستهلك العلوم.
- Double X Science (مديرة التحرير).
- دليل التفكير الشخص للتوحد (محرر العلوم).
- باحثة أكاديمية.
- أستاذة / محاضرة: جامعة تكساس في أوستن، جامعة ولاية تكساس، جامعة كاليفورنيا بيركلي، جامعة الدومينيكان بكاليفورنيا.
- الكتابة العلمية والتحرير.
- سماء أرض Earthsky: صوت واضح للعلوم.